# A lyga 2020
A lyga 2020 var den 31. udgave af det litauiske mesterskab i fodbold. Turneringen blev afviklet fra den 4, marts, 2020 og blev afsluttet den 14. november, 2020.
FK Žalgiris Vilnius vandt deres 8. litauiske mesterskab.

## Mesterskabsslutspil
|  | #  | Hold           | K  | V  | U | T  | M+ | M– | M +/– | Points | Kvalifikation eller nedrykning     |
|  | -- | -------------- | -- | -- | - | -- | -- | -- | ----- | ------ | ---------------------------------- |
|  | 1. | Žalgiris       | 20 | 14 | 3 | 3  | 42 | 14 | +28   | 45     | UEFA Champions league 1. kvalrunde |
|  | 2. | Sūduva         | 20 | 13 | 4 | 3  | 32 | 18 | +14   | 43     | Conference League 1. kvalrunde     |
|  | 3. | Kauno Žalgiris | 20 | 12 | 2 | 6  | 30 | 18 | +12   | 38     | Conference League 1. kvalrunde     |
|  | 4. | Banga          | 20 | 3  | 7 | 10 | 16 | 30 | −14   | 16     |                                    |
|  | 5. | Panevėžys      | 20 | 2  | 6 | 12 | 19 | 38 | −19   | 12     | Conference League 1. kvalrunde     |
|  | 6. | Riteriai       | 20 | 2  | 6 | 12 | 17 | 38 | −21   | 12     |                                    |

## Målscorer
Pr. 26. november, 2020; Kilde: Lietuvos futbolo statistika (Webside ikke længere tilgængelig) (litauisk)
| Mål | Spiller          | Klub              |
| --- | ---------------- | ----------------- |
| 13  | Hugo Vidémont    | FK Žalgiris       |
| 11  | Josip Tadić      | FK Sūduva         |
| 8   | Linas Pilibaitis | FK Kauno Žalgiris |
| 6   | Liviu Antal      | FK Žalgiris       |
| 5   | Mihret Topčagić  | FK Sūduva         |
| 5   | Jorge Elias      | FK Panevėžys      |